# 120 (liczba)
120 (sto dwadzieścia) – liczba naturalna następująca po 119 i poprzedzająca 121.

## W matematyce
- 120 jest liczbą Harshada[1]
- 120 jest piętnastą liczbą trójkątną[2]
- 120 jest piętnastą liczbą czworościenną[3]
- 120 jest najmniejszą liczbą mającą 16 = 24 dzielników
- 120 jest sumą czterech kolejnych liczb pierwszych (23, 29, 31, 37)
- 120 jest najmniejszą liczbą pojawiająca się sześciokrotnie w trójkącie Pascala
- 120 = 1 x 2 x 3 x 4 x 5 = 5! = 4 x 5 x 6
- 120 jest palindromem liczbowym, czyli może być czytana w obu kierunkach, w jedenastkowym systemie liczbowym (AA), czternastkowym systemie liczbowym (88), dziewiętnastkowym systemie liczbowym (66) oraz przy podstawie 23 (55) i przy podstawie 29 (44)
- 120 należy do 23 trójek pitagorejskich (22, 120, 122), (27, 120, 123), (35, 120, 125), (50, 120, 130), (64, 120, 136), (72, 96, 120), (90, 120, 150), (119, 120, 169), (120, 126, 174), (120, 160, 200), (120, 182, 218), (120, 209, 241), (120, 225, 255), (120, 288, 312), (120, 350, 370), (120, 391, 409), (120, 442, 458), (120, 594, 606), (120, 715, 725), (120, 896, 904), (120, 1197, 1203), (120, 1798, 1802), (120, 3599, 3601)

## W nauce
- liczba atomowa unbinilu (niezsyntetyzowany pierwiastek chemiczny)
- galaktyka NGC 120
- planetoida (120) Lachesis
- kometa krótkookresowa 120P/Mueller

## W kalendarzu
120. dniem w roku jest 30 kwietnia (w latach przestępnych jest to 29 kwietnia). Zobacz też co wydarzyło się w roku 120, oraz w roku 120 p.n.e.